# Schluein
Schluein (, toponimo romancio; in tedesco Schleuis, ufficiale fino al 1983, in italiano Slovegno, desueti) è un comune svizzero di 614 abitanti del Canton Grigioni, nella regione Surselva.

## Geografia fisica
Il comune si trova nella valle di Foppa.

## Monumenti e luoghi d'interesse
- Chiesa cattolica dei Santi Pietro e Paolo, attestata dal 1321[3];
- Fortezza di Löwenberg, attestata dal 1160 e ricostruita dopo il 1685[3][4].

## Società

### Evoluzione demografica
L'evoluzione demografica è riportata nella seguente tabella:
Abitanti censiti